# Партиманијак
Партиманијак је дебитантски студијски албум музичког дуа Ин виво који чине музичари Игор Маљукановић и Невен Живанчевић. На албуму се налазе дуети са Дадом Полументом, Цвијом, Митром Мирићем и Генерацијом 5. Снимљени су музички спотови за песме Ту ту ту, Наркоман, Партиманијак. Издат је 2011. године за Сити Рекордс.

## Списак песама
Аутор(и) свих текстова: Невен Живанчевић In vivo (музичка група), аутор(и) свих песама: Игор Маљукановић In vivo (музичка група).
| №   | Назив                     | Трајање |  |
| 1.  | Партиманијак              |         |  |
| 2.  | Биће све у реду           |         |  |
| 3.  | Ролеркостер               |         |  |
| 4.  | Када ноћу те сузе пробуде |         |  |
| 5.  | Да нема жена              |         |  |
| 6.  | Комшиница                 |         |  |
| 7.  | Ниједна сад               |         |  |
| 8.  | Одбегла млада             |         |  |
| 9.  | Карамела                  |         |  |
| 10. | Девица                    |         |  |
| 11. | Наркоман                  |         |  |
| 12. | Ту ту ту                  |         |  |
| 13. | Ролеркостер (ремикс)      |         |  |